# Okada Yoshio
Okada Yoshio (11 tháng 8 năm 1926 – 22 tháng 6 năm 2002) là một cầu thủ bóng đá người Nhật Bản.

## Đội tuyển bóng đá quốc gia Nhật Bản
Okada Yoshio thi đấu cho Nhật Bản từ năm 1951 đến 1954.

## Thống kê sự nghiệp
| Đội tuyển bóng đá Nhật Bản | Đội tuyển bóng đá Nhật Bản | Đội tuyển bóng đá Nhật Bản |
| Năm                        | Trận                       | Bàn                        |
| -------------------------- | -------------------------- | -------------------------- |
| 1951                       | 3                          | 0                          |
| 1952                       | 0                          | 0                          |
| 1953                       | 0                          | 0                          |
| 1954                       | 4                          | 0                          |
| Tổng cộng                  | 7                          | 0                          |